# 孟昶
孟昶（919年12月9日—965年7月12日），初名仁赞，表字保元，山西太原人。後蜀高祖孟知祥第三子（据孟知祥夫妇墓誌铭则为第五子，疑两位兄长因早夭未序齿），母李贵妃。後蜀末代皇帝（第二代，934年－964年在位），在位31年，享年47岁，史書作「後主」。

## 簡介
孟昶一般被称为后主。即位初年，即铲除桀骜不驯的宿将李仁罕，慑服傲慢的老将李肇，励精图治，衣着朴素，兴修水利，注重农桑，实行“与民休息”政策，後蜀国势强盛，将北线疆土扩张到长安。后又杀李仁罕的外甥跋扈宰相张业。
他在位後期，貪圖逸樂，奢侈无度，连夜壶都用珍宝制成，称为“七宝溺器”。
後蜀广政二十八年（965年），宋师在大将王全斌的指挥下以两路伐後蜀，蜀军与宋军在剑门关外进行一场大战，蜀军全军覆灭，後蜀精兵被全歼，灭亡之势已不可免了。宋军包围成都府，孟昶投降，後蜀灭亡。
孟昶被俘後被封为检校太师兼中书令、秦国公，居住在汴京。北宋乾德三年（965年），孟昶入开封七日后郁郁而终（一说被赵光义毒死），追封楚王，諡恭孝。
孟昶的寵妃花蕊夫人在亡國之後寫下了悲憤的詩句：“君王城上豎降旗，妾在深宮哪得知，十四萬人齊解甲，更無一個是男兒。”
孟昶注重吏民關係，曾頒布四句箴言，令刻於巨石上，爾後被宋太宗拿來引註於各種官箴。這四句箴言即是：｢爾俸爾祿，民膏民脂；下民易虐，上天難欺！｣亦是流傳至今的｢官箴｣之一。

## 紀念
因孟昶喜好音樂，善於作曲，被南管界尊為祖師爺，稱為孟府郎君。
有人認為送子張仙一神，實為花蕊夫人入趙宋後，紀念孟昶的偽稱。《金台紀聞》記載：世所傳「張仙像」者，乃蜀王孟昶挾彈圖也。初，花蕊夫人入宋宮，念其故主，偶攜此圖，遂懸於壁，且祀之謹。太祖幸而見之，致詰焉。夫人詭答之曰：「此蜀中張仙神也。祀之能令人有子。」
另說後蜀亡後，花蕊夫人或感念孟昶的百姓，以「孟府郎君」等名義加以供奉。

## 家庭

### 后妃
- 妃赵氏，生皇太子孟玄喆，早卒，追册为皇后[6]
- 妃某氏，降宋后封楚国夫人[6]
- 妃某氏，降宋后封齐国夫人[6]
- 妃某氏，降宋后封越国夫人[6]
- 張太華，原為最受寵之妃，深得后主宠爱，与后主孟昶同游于青城山时被霹雷震死。[5]（王文才、王炎《蜀檮杌校箋》認為此說不確，張太華為明人小說家言。）
- 徐慧妃（花蕊夫人），張太華去世後最受寵之妃（五代蜀主孟昶宠愛慧妃徐氏，徐国璋的女儿，被蜀主封为慧妃，慧妃常与后主（孟昶）登楼，以龙脑末涂白扇。扇坠地，为人所得。蜀人争效其制，名曰“雪香扇”。见清吴任臣《十国春秋·後蜀·慧妃徐氏传》。[5]涂以香料的白色扇子。宋陶谷《清异录·雪香扇》：“孟昶夏月水调龙脑末，涂白扇上，用以挥风。一夜，与花蕊夫人登楼望月，悮堕其扇，为人所得。外有效者，名雪香扇。”）不知是否为楚、齐、越国三夫人之一。
- 李豔娘，因献舞而入宫为妃，封为昭容，并赐其家人钱财十万。李豔娘好梳高髻，宫人皆学她以邀宠幸，也唤作“朝天髻”。《十国宫词》露台灯耀舞衣妍，一搦纤腰十万钱。进御乞颁新位号，梳将高髻学朝天。

### 子女

#### 子
1. 皇太子孟玄喆
2. 褒王孟玄珏
3. 遂王孟玄寶

#### 女
1. 一女嫁伊審徵之子伊崇度。
2. 一女嫁韓保正之子韓崇遂。
3. 一女嫁趙崇韜之子趙文亮。
4. 一女封鳳儀公主，嫁李昊之子李孝連。
5. 一女封鑾國公主，嫁毋昭裔之子毋守素之子毋克恭。
6. 一女嫁趙普之子趙承煦。

### 孫
據柳開《宋故開府儀同三司檢校太師贈侍中孟公墓誌銘》，孟玄喆有十五子、六女：
1. 孟隆証，曹州（今山东省曹县西北）觀察推官。
2. 孟隆詁，豐縣（今江苏省丰县）知事。
3. 孟隆說，吉州（今江西省吉安市）軍事推官。
4. 孟隆詮，秀州（今浙江省嘉兴市）軍事推官。
5. 孟隆，供奉官。
6. 孟隆諫，殿直。
7. 孟隆諤，殿直。
8. 孟隆讜，殿直。
9. 孟隆諗，殿直，娶宋偓第七女為妻，北宋孝章皇后宋氏姐妹。（據王禹偁《右衛上將軍贈侍中宋公神道碑奉敕撰并序》）
10. 孟隆詢，殿直。
11. 孟隆。
12. 孟隆譯。
13. 孟隆謐。
14. 孟隆護。
15. 不詳。

## 影視形象

### 電視劇
| 年份   | 地區     | 作品                 | 演員   |
| 1995年 | 台湾     | 《情剑山河》         | 未知   |
| 1996年 | 中國大陸 | 《大宋王朝赵匡胤》   | 刘如鹏 |
| 2003年 | 中國大陸 | 《刁蛮公主逍遥王》   | 高亮   |
| 2005年 | 中國大陸 | 《问君能有几多愁》   | 何中华 |
| 2015年 | 中國大陸 | 《大宋传奇之赵匡胤》 | 刘亚津 |